# Jorge Gerlein
Jorge Alberto Gerlein Echeverría (Barranquilla, 1941-6 de mayo de 2016) fue un político, odontólogo y funcionario colombiano.

## Biografía
Jorge Gerlein fue hermano del congresista Roberto Gerlein por el partido conservador. Su trayectoria inició como concejal de Barranquilla. Estudió odontología en la Pontificia Universidad Javeriana en 1961, y posteriormente se inicia en la política local en 1990.
Debutó como senador de Colombia entre 1990 y 1991, y posteriormente se embarcó a concejo de Barranquilla entre 1991 - 1993. Incursionó como diputado del Atlántico en tres períodos entre 1993 - 2004. En 2006 fue representante de la cámara por Atlántico hasta 2010 por el Movimiento Nacional Progresista.
Entre su trayectoria se destacan como miembro de la junta nacional del Servicio Nacional de Aprendizaje Sena y fue presidente de la Empresa Distrital de Teléfonos que ostentó hasta 2007. El 6 de mayo de 2016 falleció en una clínica de Barranquilla, a causa de un infarto de miocardio.